# Saison 1999 de la WTA
Vainqueurs des tournois majeurs
Résultats des tournois de tennis organisés par la WTA en 1999.

## Résumé de la saison
La saison 1999 de la Women's Tennis Association (WTA) est dominée par quatre joueuses : Martina Hingis, Lindsay Davenport, Venus et Serena Williams. Aucune ne parvient pourtant à s'affirmer comme la véritable patronne du circuit. 
Comme en 1997 et 1998, Martina Hingis remporte l'Open d'Australie en janvier, battant en finale la prometteuse Amélie Mauresmo. Puis, à Roland-Garros, elle est vaincue par Steffi Graf, de retour en grâce après deux années difficiles. 
À Wimbledon, Graf est à son tour défaite en finale par Lindsay Davenport. En août, l'Allemande annonce officiellement sa retraite sportive.
Serena Williams signe à l'US Open son premier succès dans un Majeur, précédant de dix mois sa sœur aînée Venus.
Hingis, au bénéfice de la plus grande régularité, conclut la saison numéro un mondiale.
Revenue à la compétition trois ans plus tôt, Jennifer Capriati soulève ses deux premiers trophées depuis 1993.
Cette saison est marquée par le(s) premier(s) titre de plusieurs futures no 1 mondiales : Justine Henin, Kim Clijsters, Serena Williams, Amélie Mauresmo.
En double, les Williams triomphent à Roland-Garros et à Flushing Meadows, Hingis-Kournikova à l'Open d'Australie, et Davenport-Morariu à Wimbledon. 

## Organisation de la saison
Indépendamment des 4 tournois du Grand Chelem et de la Coupe du Grand Chelem (organisés par l'ITF), la saison 1999 de la WTA se compose des tournois suivants :
- les tournois Tier I (9),
- les tournois Tier II (15),
- les tournois Tier III, Tier IV (28)
- Les Masters de fin de saison

La saison 1999 compte donc 58 tournois.
À ce calendrier s'ajoute aussi l'épreuve par équipes nationales : la Fed Cup.

## Palmarès

### Simple
| No | Date       | Nom et lieu du tournoi                      | Catégorie | Dotation    | Surface         | Vainqueure         | Finaliste          | Score         |         |
| -- | ---------- | ------------------------------------------- | --------- | ----------- | --------------- | ------------------ | ------------------ | ------------- | ------- |
| 1  | 04/01/1999 | ASB Bank Classic, Auckland                  | Tier IVb  | 112 500 $   | Dur (ext.)      | Julie Halard       | Dominique Monami   | 6-4, 6-1      | Tableau |
| 2  | 04/01/1999 | Thalgo Hard Court Championships, Gold Coast | Tier III  | 180 000 $   | Dur (ext.)      | Patty Schnyder     | Mary Pierce        | 4-6, 7-6, 6-2 | Tableau |
| 3  | 11/01/1999 | ANZ Tasmanian International, Hobart         | Tier IVb  | 110 000 $   | Dur (ext.)      | Chanda Rubin       | Rita Grande        | 6-2, 6-3      | Tableau |
| 4  | 11/01/1999 | Adidas International, Sydney                | Tier II   | 420 000 $   | Dur (ext.)      | Lindsay Davenport  | Martina Hingis     | 6-4, 6-3      | Tableau |
| 5  | 18/01/1999 | Australian Open, Melbourne                  | G. Chelem | 3 040 620 $ | Dur (ext.)      | Martina Hingis     | Amélie Mauresmo    | 6-2, 6-3      | Tableau |
| 6  | 01/02/1999 | Toray Pan Pacific Open, Tokyo               | Tier I    | 1 000 000 $ | Moquette (int.) | Martina Hingis     | Amanda Coetzer     | 6-2, 6-1      | Tableau |
| 7  | 08/02/1999 | Nokia Cup, Prostějov                        | Tier IVb  | 112 500 $   | Moquette (int.) | Henrieta Nagyová   | Silvia Farina      | 7-6, 6-4      | Tableau |
| 8  | 15/02/1999 | Copa Colsanitas, Bogota                     | Tier IVa  | 142 500 $   | Terre (ext.)    | Fabiola Zuluaga    | Christína Papadáki | 6-1, 6-3      | Tableau |
| 9  | 15/02/1999 | Faber Grand Prix, Hanovre                   | Tier II   | 450 000 $   | Moquette (int.) | Jana Novotná       | Venus Williams     | 6-4, 6-4      | Tableau |
| 10 | 22/02/1999 | IGA Superthrift Classic, Oklahoma City      | Tier III  | 180 000 $   | Dur (int.)      | Venus Williams     | Amanda Coetzer     | 6-4, 6-0      | Tableau |
| 11 | 22/02/1999 | Open Gaz de France, Paris                   | Tier II   | 520 000 $   | Moquette (int.) | Serena Williams    | Amélie Mauresmo    | 6-2, 3-6, 7-6 | Tableau |
| 12 | 05/03/1999 | Evert Cup, Indian Wells                     | Tier I    | 1 300 000 $ | Dur (ext.)      | Serena Williams    | Steffi Graf        | 6-3, 3-6, 7-5 | Tableau |
| 13 | 18/03/1999 | The Lipton Championships, Miami             | Tier I    | 1 950 000 $ | Dur (ext.)      | Venus Williams     | Serena Williams    | 6-1, 4-6, 6-4 | Tableau |
| 14 | 29/03/1999 | Family Circle Cup, Hilton Head              | Tier I    | 1 000 000 $ | Terre (ext.)    | Martina Hingis     | Anna Kournikova    | 6-4, 6-3      | Tableau |
| 15 | 05/04/1999 | Estoril Open, Estoril                       | Tier IVa  | 140 000 $   | Terre (ext.)    | Katarina Srebotnik | Rita Kuti-Kis      | 6-3, 6-1      | Tableau |
| 16 | 05/04/1999 | Bausch & Lomb Championships, Amelia Island  | Tier II   | 520 000 $   | Terre (ext.)    | Monica Seles       | Ruxandra Dragomir  | 6-2, 6-3      | Tableau |
| 17 | 12/04/1999 | Japan Open, Tokyo                           | Tier III  | 180 000 $   | Dur (ext.)      | Amy Frazier        | Ai Sugiyama        | 6-2, 6-2      | Tableau |
| 18 | 19/04/1999 | Westel 900 Open, Budapest                   | Tier IVa  | 142 500 $   | Terre (ext.)    | Sarah Pitkowski    | Cristina Torrens   | 6-2, 6-2      | Tableau |
| 19 | 19/04/1999 | Dreamland Egypt Classic, Le Caire           | Tier III  | 180 000 $   | Terre (ext.)    | Arantxa Sánchez    | Irina Spîrlea      | 6-1, 6-0      | Tableau |
| 20 | 26/04/1999 | Croatian Ladies Open, Bol                   | Tier IVa  | 142 500 $   | Terre (ext.)    | Corina Morariu     | Julie Halard       | 6-2, 6-0      | Tableau |
| 21 | 27/04/1999 | Betty Barclay Cup, Hambourg                 | Tier II   | 520 000 $   | Terre (ext.)    | Venus Williams     | Mary Pierce        | 6-0, 6-3      | Tableau |
| 22 | 03/05/1999 | Warsaw Cup by Heros, Varsovie               | Tier IVb  | 112 500 $   | Terre (ext.)    | Cristina Torrens   | Inés Gorrochategui | 7-5, 7-6      | Tableau |
| 23 | 03/05/1999 | Italian Open, Rome                          | Tier I    | 1 050 000 $ | Terre (ext.)    | Venus Williams     | Mary Pierce        | 6-4, 6-2      | Tableau |
| 24 | 10/05/1999 | Flanders Open, Anvers                       | Tier IVb  | 112 500 $   | Terre (ext.)    | Justine Henin      | Sarah Pitkowski    | 6-1, 6-2      | Tableau |
| 25 | 10/05/1999 | German Open, Berlin                         | Tier I    | 1 050 000 $ | Terre (ext.)    | Martina Hingis     | Julie Halard       | 6-0, 6-1      | Tableau |
| 26 | 17/05/1999 | Internationaux de Strasbourg, Strasbourg    | Tier III  | 190 000 $   | Terre (ext.)    | Jennifer Capriati  | Elena Likhovtseva  | 6-1, 6-3      | Tableau |
| 27 | 17/05/1999 | Open Villa de Madrid, Madrid                | Tier III  | 180 000 $   | Terre (ext.)    | Lindsay Davenport  | Paola Suárez       | 6-1, 6-3      | Tableau |
| 28 | 24/05/1999 | Roland-Garros, Paris                        | G. Chelem | 4 407 123 $ | Terre (ext.)    | Steffi Graf        | Martina Hingis     | 4-6, 7-5, 6-2 | Tableau |
| 29 | 07/06/1999 | Tashkent Open, Tachkent                     | Tier IVb  | 112 500 $   | Dur (ext.)      | Anna Smashnova     | Laurence Courtois  | 6-3, 6-3      | Tableau |
| 30 | 07/06/1999 | DFS Classic, Birmingham                     | Tier III  | 180 000 $   | Gazon (ext.)    | Julie Halard       | Nathalie Tauziat   | 6-2, 3-6, 6-4 | Tableau |
| 31 | 14/06/1999 | Heineken Trophy, Bois-le-Duc                | Tier III  | 180 000 $   | Gazon (ext.)    | Kristina Brandi    | Silvija Talaja     | 6-0, 3-6, 6-1 | Tableau |
| 32 | 14/06/1999 | Direct Line Int’l Championships, Eastbourne | Tier II   | 520 000 $   | Gazon (ext.)    | Natasha Zvereva    | Nathalie Tauziat   | 0-6, 7-5, 6-3 | Tableau |
| 33 | 21/06/1999 | The Championships, Wimbledon                | G. Chelem | 4 732 303 $ | Gazon (ext.)    | Lindsay Davenport  | Steffi Graf        | 6-4, 7-5      | Tableau |
| 34 | 05/07/1999 | Egger Tennis Festival, Pörtschach           | Tier IVb  | 112 500 $   | Terre (ext.)    | Karina Habšudová   | Silvija Talaja     | 2-6, 6-4, 6-4 | Tableau |
| 35 | 12/07/1999 | Torneo Internazionale, Palerme              | Tier IVa  | 142 500 $   | Terre (ext.)    | Anastasia Myskina  | Angeles Montolio   | 3-6, 7-6, 6-2 | Tableau |
| 36 | 12/07/1999 | Prokom Polish Open, Sopot                   | Tier III  | 180 000 $   | Terre (ext.)    | Conchita Martínez  | Karina Habšudová   | 6-1, 6-1      | Tableau |
| 37 | 26/07/1999 | Bank of the West Classic, Stanford          | Tier II   | 520 000 $   | Dur (ext.)      | Lindsay Davenport  | Venus Williams     | 7-6, 6-2      | Tableau |
| 38 | 02/08/1999 | Sanex Trophy, Knokke-Zoute                  | Tier IVb  | 112 500 $   | Terre (ext.)    | M. A. Sánchez      | Denisa Chládková   | 6-7, 6-4, 6-2 | Tableau |
| 39 | 02/08/1999 | TIG Tennis Classic, San Diego               | Tier II   | 520 000 $   | Dur (ext.)      | Martina Hingis     | Venus Williams     | 6-4, 6-0      | Tableau |
| 40 | 09/08/1999 | Acura Classic, Los Angeles                  | Tier II   | 520 000 $   | Dur (ext.)      | Serena Williams    | Julie Halard       | 6-1, 6-4      | Tableau |
| 41 | 16/08/1999 | Omnium du Maurier, Toronto                  | Tier I    | 1 050 000 $ | Dur (ext.)      | Martina Hingis     | Monica Seles       | 6-4, 6-4      | Tableau |
| 42 | 23/08/1999 | Pilot Pen, New Haven                        | Tier II   | 520 000 $   | Dur (ext.)      | Venus Williams     | Lindsay Davenport  | 6-2, 7-5      | Tableau |
| 43 | 30/08/1999 | US Open, Flushing Meadows                   | G. Chelem | 6 235 000 $ | Dur (ext.)      | Serena Williams    | Martina Hingis     | 6-3, 7-6      | Tableau |
| 44 | 20/09/1999 | SEAT Open, Luxembourg                       | Tier III  | 180 000 $   | Moquette (int.) | Kim Clijsters      | Dominique Monami   | 6-2, 6-2      | Tableau |
| 45 | 20/09/1999 | Toyota Princess Cup, Tokyo                  | Tier II   | 520 000 $   | Dur (ext.)      | Lindsay Davenport  | Monica Seles       | 7-5, 7-6      | Tableau |
| 46 | 28/09/1999 | Compaq Grand Slam Cup, Munich               |           | 2 450 000 $ | Dur (int.)      | Serena Williams    | Venus Williams     | 6-1, 3-6, 6-3 | Tableau |
| 47 | 04/10/1999 | Brazil Open, São Paulo                      | Tier IVa  | 142 500 $   | Terre (ext.)    | Fabiola Zuluaga    | Patricia Wartusch  | 7-5, 4-6, 7-5 | Tableau |
| 48 | 04/10/1999 | Porsche Tennis Grand Prix, Filderstadt      | Tier II   | 520 000 $   | Dur (int.)      | Martina Hingis     | Mary Pierce        | 6-4, 6-1      | Tableau |
| 49 | 11/10/1999 | Swisscom Challenge, Zurich                  | Tier I    | 1 050 000 $ | Dur (int.)      | Venus Williams     | Martina Hingis     | 6-3, 6-4      | Tableau |
| 50 | 18/10/1999 | Eurotel Slovak Open, Bratislava             | Tier IVb  | 110 000 $   | Dur (int.)      | Amélie Mauresmo    | Kim Clijsters      | 6-3, 6-3      | Tableau |
| 51 | 18/10/1999 | Kremlin Cup, Moscou                         | Tier I    | 1 050 000 $ | Moquette (int.) | Nathalie Tauziat   | Barbara Schett     | 2-6, 6-4, 6-1 | Tableau |
| 52 | 25/10/1999 | Generali Open, Linz                         | Tier II   | 520 000 $   | Moquette (int.) | Mary Pierce        | Sandrine Testud    | 7-6, 6-1      | Tableau |
| 53 | 01/11/1999 | Challenge Bell, Québec                      | Tier III  | 180 000 $   | Moquette (int.) | Jennifer Capriati  | Chanda Rubin       | 4-6, 6-1, 6-2 | Tableau |
| 54 | 01/11/1999 | Sparkassen Cup International, Leipzig       | Tier II   | 520 000 $   | Moquette (int.) | Nathalie Tauziat   | Květa Hrdličková   | 6-1, 6-3      | Tableau |
| 55 | 08/11/1999 | Wismilak International, Kuala Lumpur        | Tier III  | 180 000 $   | Dur (ext.)      | Åsa Svensson       | Erika de Lone      | 6-2, 6-4      | Tableau |
| 56 | 08/11/1999 | Advanta Championships, Philadelphie         | Tier II   | 520 000 $   | Moquette (int.) | Lindsay Davenport  | Martina Hingis     | 6-3, 6-4      | Tableau |
| 57 | 15/11/1999 | Volvo Women’s Open, Pattaya                 | Tier IVb  | 112 500 $   | Dur (ext.)      | Magdalena Maleeva  | Anne Kremer        | 4-6, 6-1, 6-2 | Tableau |
| 58 | 15/11/1999 | Chase Championships, New York               | Masters   | 2 000 000 $ | Moquette (int.) | Lindsay Davenport  | Martina Hingis     | 6-4, 6-2      | Tableau |

### Double
| No | Date       | Nom et lieu du tournoi                     | Catégorie | Dotation    | Surface         | Vainqueures                            | Finalistes                               | Score          |         |
| -- | ---------- | ------------------------------------------ | --------- | ----------- | --------------- | -------------------------------------- | ---------------------------------------- | -------------- | ------- |
| 1  | 04/01/1999 | ASB Bank Classic Auckland                  | Tier IVb  | 112 500 $   | Dur (ext.)      | Silvia Farina Barbara Schett           | Seda Noorlander Marlene Weingärtner      | 6-2, 7-6       | Tableau |
| 2  | 04/01/1999 | Thalgo Hard Court Championships Gold Coast | Tier III  | 180 000 $   | Dur (ext.)      | Corina Morariu Larisa Neiland          | Kristine Radford Irina Spîrlea           | 6-3, 6-3       | Tableau |
| 3  | 11/01/1999 | ANZ Tasmanian International Hobart         | Tier IVb  | 110 000 $   | Dur (ext.)      | Mariaan de Swardt Elena Tatarkova      | Alexia Dechaume Émilie Loit              | 6-1, 6-2       | Tableau |
| 4  | 11/01/1999 | Adidas International Sydney                | Tier II   | 420 000 $   | Dur (ext.)      | Elena Likhovtseva Ai Sugiyama          | Mary Joe Fernández Anke Huber            | 6-3, 2-6, 6-0  | Tableau |
| 5  | 18/01/1999 | Australian Open Melbourne                  | G. Chelem | 3 040 620 $ | Dur (ext.)      | Martina Hingis Anna Kournikova         | Lindsay Davenport Natasha Zvereva        | 7-5, 6-3       | Tableau |
| 6  | 01/02/1999 | Toray Pan Pacific Open Tokyo               | Tier I    | 1 000 000 $ | Moquette (int.) | Lindsay Davenport Natasha Zvereva      | Martina Hingis Jana Novotná              | 6-2, 6-3       | Tableau |
| 7  | 08/02/1999 | Nokia Cup Prostějov                        | Tier IVb  | 112 500 $   | Moquette (int.) | Alexandra Fusai Nathalie Tauziat       | Květa Hrdličková Helena Vildová          | 3-6, 6-2, 6-1  | Tableau |
| 8  | 15/02/1999 | Copa Colsanitas Bogota                     | Tier IVa  | 142 500 $   | Terre (ext.)    | Seda Noorlander Christína Papadáki     | Laura Montalvo Paola Suárez              | 6-4, 7-6       | Tableau |
| 9  | 15/02/1999 | Faber Grand Prix Hanovre                   | Tier II   | 450 000 $   | Moquette (int.) | Serena Williams Venus Williams         | Alexandra Fusai Nathalie Tauziat         | 5-7, 6-2, 6-2  | Tableau |
| 10 | 22/02/1999 | IGA Superthrift Classic Oklahoma City      | Tier III  | 180 000 $   | Dur (int.)      | Lisa Raymond Rennae Stubbs             | Amanda Coetzer Jessica Steck             | 6-3, 6-4       | Tableau |
| 11 | 22/02/1999 | Open Gaz de France Paris                   | Tier II   | 520 000 $   | Moquette (int.) | Irina Spîrlea Caroline Vis             | Elena Likhovtseva Ai Sugiyama            | 7-5, 3-6, 6-3  | Tableau |
| 12 | 05/03/1999 | Evert Cup Indian Wells                     | Tier I    | 1 300 000 $ | Dur (ext.)      | Martina Hingis Anna Kournikova         | Mary Joe Fernández Jana Novotná          | 6-2, 6-2       | Tableau |
| 13 | 18/03/1999 | The Lipton Championships Miami             | Tier I    | 2 075 000 $ | Dur (ext.)      | Martina Hingis Jana Novotná            | Mary Joe Fernández Monica Seles          | 0-6, 6-4, 7-6  | Tableau |
| 14 | 29/03/1999 | Family Circle Cup Hilton Head              | Tier I    | 1 000 000 $ | Terre (ext.)    | Elena Likhovtseva Jana Novotná         | Barbara Schett Patty Schnyder            | 6-1, 6-4       | Tableau |
| 15 | 05/04/1999 | Estoril Open Estoril                       | Tier IVa  | 140 000 $   | Terre (ext.)    | Alicia Ortuno Cristina Torrens         | Anna Foldenyi-Dicker Rita Kuti-Kis       | 7-6, 3-6, 6-3  | Tableau |
| 16 | 05/04/1999 | Bausch & Lomb Championships Amelia Island  | Tier II   | 520 000 $   | Terre (ext.)    | Conchita Martínez Patricia Tarabini    | Lisa Raymond Rennae Stubbs               | 7-5, 0-6, 6-4  | Tableau |
| 17 | 12/04/1999 | Japan Open Tokyo                           | Tier III  | 180 000 $   | Dur (ext.)      | Corina Morariu Kimberly Po             | Catherine Barclay Kerry-Anne Guse        | 6-3, 6-2       | Tableau |
| 18 | 19/04/1999 | Westel 900 Open Budapest                   | Tier IVa  | 142 500 $   | Terre (ext.)    | Evgenia Kulikovskaya Sandra Nacuk      | Laura Montalvo Virginia Ruano            | 6-3, 6-4       | Tableau |
| 19 | 19/04/1999 | Dreamland Egypt Classic Le Caire           | Tier III  | 180 000 $   | Terre (ext.)    | Laurence Courtois Arantxa Sánchez      | Irina Spîrlea Caroline Vis               | 7-5, 1-6, 7-6  | Tableau |
| 20 | 26/04/1999 | Croatian Ladies Open Bol                   | Tier IVa  | 142 500 $   | Terre (ext.)    | Jelena Kostanić Michaela Paštiková     | Meghann Shaughnessy Andreea Vanc         | 7-5, 6-7, 6-2  | Tableau |
| 21 | 27/04/1999 | Betty Barclay Cup Hambourg                 | Tier II   | 520 000 $   | Terre (ext.)    | Larisa Neiland Arantxa Sánchez         | Amanda Coetzer Jana Novotná              | 6-2, 6-1       | Tableau |
| 22 | 03/05/1999 | Warsaw Cup by Heros Varsovie               | Tier IVb  | 112 500 $   | Terre (ext.)    | Cătălina Cristea Irina Selyutina       | Amélie Cocheteux Janette Husárová        | 6-1, 6-2       | Tableau |
| 23 | 03/05/1999 | Italian Open Rome                          | Tier I    | 1 050 000 $ | Terre (ext.)    | Martina Hingis Anna Kournikova         | Alexandra Fusai Nathalie Tauziat         | 6-2, 6-2       | Tableau |
| 24 | 10/05/1999 | Flanders Open Anvers                       | Tier IVb  | 112 500 $   | Terre (ext.)    | Laura Golarsa Katarina Srebotnik       | Louise Pleming Meghann Shaughnessy       | 6-4, 6-2       | Tableau |
| 25 | 10/05/1999 | German Open Berlin                         | Tier I    | 1 050 000 $ | Terre (ext.)    | Alexandra Fusai Nathalie Tauziat       | Jana Novotná Patricia Tarabini           | 6-3, 7-5       | Tableau |
| 26 | 17/05/1999 | Internationaux de Strasbourg Strasbourg    | Tier III  | 190 000 $   | Terre (ext.)    | Elena Likhovtseva Ai Sugiyama          | Alexandra Fusai Nathalie Tauziat         | 2-6, 7-6, 6-1  | Tableau |
| 27 | 17/05/1999 | Open Villa de Madrid Madrid                | Tier III  | 180 000 $   | Terre (ext.)    | Virginia Ruano Paola Suárez            | Maria-Fernanda Landa Marlene Weingärtner | 6-2, 0-6, 6-0  | Tableau |
| 28 | 24/05/1999 | Roland-Garros Paris                        | G. Chelem | 4 407 123 $ | Terre (ext.)    | Serena Williams Venus Williams         | Martina Hingis Anna Kournikova           | 6-3, 6-72, 8-6 | Tableau |
| 29 | 07/06/1999 | Tashkent Open Tachkent                     | Tier IVb  | 112 500 $   | Dur (ext.)      | Evgenia Kulikovskaya Patricia Wartusch | Eva Bes-Ostariz Gisela Riera-Roura       | 7-6, 6-0       | Tableau |
| 30 | 07/06/1999 | DFS Classic Birmingham                     | Tier III  | 180 000 $   | Gazon (ext.)    | Corina Morariu Larisa Neiland          | Alexandra Fusai Inés Gorrochategui       | 6-4, 6-4       | Tableau |
| 31 | 14/06/1999 | Heineken Trophy Bois-le-Duc                | Tier III  | 180 000 $   | Gazon (ext.)    | Silvia Farina Rita Grande              | Cara Black Kristie Boogert               | 7-5, 7-6       | Tableau |
| 32 | 14/06/1999 | Direct Line Int’l Championships Eastbourne | Tier II   | 520 000 $   | Gazon (ext.)    | Martina Hingis Anna Kournikova         | Jana Novotná Natasha Zvereva             | 6-4, ab.       | Tableau |
| 33 | 21/06/1999 | The Championships Wimbledon                | G. Chelem | 4 732 303 $ | Gazon (ext.)    | Lindsay Davenport Corina Morariu       | Mariaan de Swardt Elena Tatarkova        | 6-4, 6-4       | Tableau |
| 34 | 05/07/1999 | Egger Tennis Festival Pörtschach           | Tier IVb  | 112 500 $   | Terre (ext.)    | Silvia Farina Karina Habšudová         | Olga Lugina Laura Montalvo               | 6-4, 6-4       | Tableau |
| 35 | 12/07/1999 | Torneo Internazionale Palerme              | Tier IVa  | 142 500 $   | Terre (ext.)    | Tina Križan Katarina Srebotnik         | Åsa Svensson Sonya Jeyaseelan            | 4-6, 6-3, 6-0  | Tableau |
| 36 | 12/07/1999 | Prokom Polish Open Sopot                   | Tier III  | 180 000 $   | Terre (ext.)    | Laura Montalvo Paola Suárez            | Gala León García M. A. Sánchez           | 6-4, 6-3       | Tableau |
| 37 | 26/07/1999 | Bank of the West Classic Stanford          | Tier II   | 520 000 $   | Dur (ext.)      | Lindsay Davenport Corina Morariu       | Anna Kournikova Elena Likhovtseva        | 6-4, 6-4       | Tableau |
| 38 | 02/08/1999 | Sanex Trophy Knokke-Zoute                  | Tier IVb  | 112 500 $   | Terre (ext.)    | Eva Martincová Elena Wagner            | Evgenia Kulikovskaya Sandra Nacuk        | 3-6, 6-3, 6-3  | Tableau |
| 39 | 02/08/1999 | TIG Tennis Classic San Diego               | Tier II   | 520 000 $   | Dur (ext.)      | Lindsay Davenport Corina Morariu       | Serena Williams Venus Williams           | 6-4, 6-1       | Tableau |
| 40 | 09/08/1999 | Acura Classic Los Angeles                  | Tier II   | 520 000 $   | Dur (ext.)      | Larisa Neiland Arantxa Sánchez         | Lisa Raymond Rennae Stubbs               | 6-2, 6-7, 6-0  | Tableau |
| 41 | 16/08/1999 | Omnium du Maurier Toronto                  | Tier I    | 1 050 000 $ | Dur (ext.)      | Jana Novotná Mary Pierce               | Larisa Neiland Arantxa Sánchez           | 6-3, 2-6, 6-3  | Tableau |
| 42 | 23/08/1999 | Pilot Pen New Haven                        | Tier II   | 520 000 $   | Dur (ext.)      | Lisa Raymond Rennae Stubbs             | Elena Likhovtseva Jana Novotná           | 7-6, 6-2       | Tableau |
| 43 | 30/08/1999 | US Open Flushing Meadows                   | G. Chelem | 6 235 000 $ | Dur (ext.)      | Serena Williams Venus Williams         | Chanda Rubin Sandrine Testud             | 4-6, 6-1, 6-4  | Tableau |
| 44 | 20/09/1999 | SEAT Open Luxembourg                       | Tier III  | 180 000 $   | Moquette (int.) | Irina Spîrlea Caroline Vis             | Tina Križan Katarina Srebotnik           | 6-1, 6-2       | Tableau |
| 45 | 20/09/1999 | Toyota Princess Cup Tokyo                  | Tier II   | 520 000 $   | Dur (ext.)      | Conchita Martínez Patricia Tarabini    | Amanda Coetzer Jelena Dokić              | 6-7, 6-4, 6-2  | Tableau |
| 46 | 04/10/1999 | Brazil Open São Paulo                      | Tier IVa  | 142 500 $   | Terre (ext.)    | Laura Montalvo Paola Suárez            | Janette Husárová Florencia Labat         | 6-7, 7-5, 7-5  | Tableau |
| 47 | 04/10/1999 | Porsche Tennis Grand Prix Filderstadt      | Tier II   | 520 000 $   | Dur (int.)      | Chanda Rubin Sandrine Testud           | Larisa Neiland Arantxa Sánchez           | 6-3, 6-4       | Tableau |
| 48 | 11/10/1999 | Swisscom Challenge Zurich                  | Tier I    | 1 050 000 $ | Dur (int.)      | Lisa Raymond Rennae Stubbs             | Nathalie Tauziat Natasha Zvereva         | 6-2, 6-2       | Tableau |
| 49 | 18/10/1999 | Eurotel Slovak Open Bratislava             | Tier IVb  | 110 000 $   | Dur (int.)      | Kim Clijsters Laurence Courtois        | Olga Barabanschikova Lilia Osterloh      | 6-2, 3-6, 7-5  | Tableau |
| 50 | 18/10/1999 | Kremlin Cup Moscou                         | Tier I    | 1 050 000 $ | Moquette (int.) | Lisa Raymond Rennae Stubbs             | Julie Halard Anke Huber                  | 6-1, 6-0       | Tableau |
| 51 | 25/10/1999 | Generali Open Linz                         | Tier II   | 520 000 $   | Moquette (int.) | Irina Spîrlea Caroline Vis             | Tina Križan Larisa Neiland               | 6-4, 6-3       | Tableau |
| 52 | 01/11/1999 | Challenge Bell Québec                      | Tier III  | 180 000 $   | Moquette (int.) | Amy Frazier Katie Schlukebir           | Cara Black Debbie Graham                 | 6-2, 6-3       | Tableau |
| 53 | 01/11/1999 | Sparkassen Cup International Leipzig       | Tier II   | 520 000 $   | Moquette (int.) | Larisa Neiland Mary Pierce             | Elena Likhovtseva Ai Sugiyama            | 6-4, 6-3       | Tableau |
| 54 | 08/11/1999 | Wismilak International Kuala Lumpur        | Tier III  | 180 000 $   | Dur (ext.)      | Jelena Kostanić Tina Pisnik            | Rika Hiraki Yuka Yoshida                 | 3-6, 6-2, 6-4  | Tableau |
| 55 | 08/11/1999 | Advanta Championships Philadelphie         | Tier II   | 520 000 $   | Moquette (int.) | Lisa Raymond Rennae Stubbs             | Chanda Rubin Sandrine Testud             | 6-1, 7-6       | Tableau |
| 56 | 15/11/1999 | Volvo Women’s Open Pattaya                 | Tier IVb  | 112 500 $   | Dur (ext.)      | Åsa Svensson Émilie Loit               | Evgenia Kulikovskaya Patricia Wartusch   | 6-1, 6-4       | Tableau |
| 57 | 15/11/1999 | Chase Championships New York               | Masters   | 2 000 000 $ | Moquette (int.) | Martina Hingis Anna Kournikova         | Larisa Neiland Arantxa Sánchez           | 6-4, 6-4       | Tableau |

### Double mixte
| No | Date       | Nom et lieu du tournoi      | Catégorie | Dotation    | Surface      | Vainqueures                     | Finalistes                     | Score          |         |
| -- | ---------- | --------------------------- | --------- | ----------- | ------------ | ------------------------------- | ------------------------------ | -------------- | ------- |
| 1  | 02/01/1999 | Hyundai Hopman Cup XI Perth | ITF       | 900 000 $   | Dur (int.)   | Jelena Dokić Mark Philippoussis | Åsa Svensson Jonas Björkman    | 2 matchs à 1   | Tableau |
| 2  | 18/01/1999 | Australian Open Melbourne   | G. Chelem | 3 040 620 $ | Dur (ext.)   | Mariaan de Swardt David Adams   | Serena Williams Max Mirnyi     | 6-4, 4-6, 7-65 | Tableau |
| 3  | 24/05/1999 | Roland-Garros Paris         | G. Chelem | 4 407 123 $ | Terre (ext.) | Katarina Srebotnik Piet Norval  | Larisa Neiland Rick Leach      | 6-3, 3-6, 6-3  | Tableau |
| 4  | 21/06/1999 | The Championships Wimbledon | G. Chelem | 4 732 303 $ | Gazon (ext.) | Lisa Raymond Leander Paes       | Anna Kournikova Jonas Björkman | 6-4, 3-6, 6-3  | Tableau |
| 5  | 30/08/1999 | US Open Flushing Meadows    | G. Chelem | 6 235 000 $ | Dur (ext.)   | Ai Sugiyama Mahesh Bhupathi     | Kimberly Po Donald Johnson     | 6-4, 6-4       | Tableau |

## Classements de fin de saison
| Rang | Joueuse           |
| ---- | ----------------- |
| 1    | Martina Hingis    |
| 2    | Lindsay Davenport |
| 3    | Venus Williams    |
| 4    | Serena Williams   |
| 5    | Mary Pierce       |
| 6    | Monica Seles      |
| 7    | Nathalie Tauziat  |
| 8    | Barbara Schett    |
| 9    | Julie Halard      |
| 10   | Amélie Mauresmo   |
| 11   | Amanda Coetzer    |
| 12   | Anna Kournikova   |
| 13   | Sandrine Testud   |
| 14   | Dominique Monami  |
| 15   | Conchita Martínez |
| 16   | Anke Huber        |
| 17   | Arantxa Sánchez   |
| 18   | Elena Likhovtseva |
| 19   | Amy Frazier       |
| 20   | Ruxandra Dragomir |

| Rang | Joueuse           |
| ---- | ----------------- |
| 1    | Anna Kournikova   |
| 2    | Martina Hingis    |
| 3    | Larisa Neiland    |
| 4    | Lindsay Davenport |
| 5    | Lisa Raymond      |
| 6    | Corina Morariu    |
| 7    | Rennae Stubbs     |
| 8    | Elena Likhovtseva |
| 9    | Arantxa Sánchez   |
| 10   | Venus Williams    |
| 11   | Serena Williams   |
| 12   | Natasha Zvereva   |
| 13   | Alexandra Fusai   |
| 14   | Nathalie Tauziat  |
| 15   | Caroline Vis      |
| 16   | Ai Sugiyama       |
| 17   | Irina Spîrlea     |
| 18   | Patricia Tarabini |
| 19   | Elena Tatarkova   |
| 20   | Mary Pierce       |

## Fed Cup
| Date     | Lieu                           | Surf.      | Vainqueur                                        | Finaliste                                         | Score |         |
| 18/09/99 | Stanford, Taube Tennis Stadium | Dur (ext.) | Lindsay Davenport Venus Williams Serena Williams | Elena Makarova Elena Likhovtseva Elena Dementieva | 4-1   | Tableau |

## Sources
- (en) WTA Tour : site officiel
- (en) [PDF] WTA Tour : palmarès complet 1971-2011
- (en) [PDF] « WTA Tour : prize money leaders 1999 »(Archive.org • Wikiwix • Archive.is • Google • Que faire ?)